# 绍特陶
绍特陶，是匈牙利沃什州所辖的一个村，总面积6.01平方公里，总人口67，人口密度11.1人/平方公里（2010年1月1日）。